# Міжконтинентальний туризм
Міжконтинента́льний тури́зм (туризм за межі континенту проживання) — відвідування туристами однієї чи декількох країн під час подорожі різними континентами. Появі міжконтинентального туризму сприяло декілька факторів: ріст суспільного багатства і доходів населення; скорочення робочого часу і збільшення вільного часу; розширення використання авіатранспорту для туристичних поїздок; розвиток засобів комунікації та інформаційних технологій; послаблення обмежень на вивіз валюти в багатьох країнах і спрощення прикордонних формальностей. Найвідвідуваніший континент туристами з інших континентів за даними ВТО — Європа.